# Ubertas

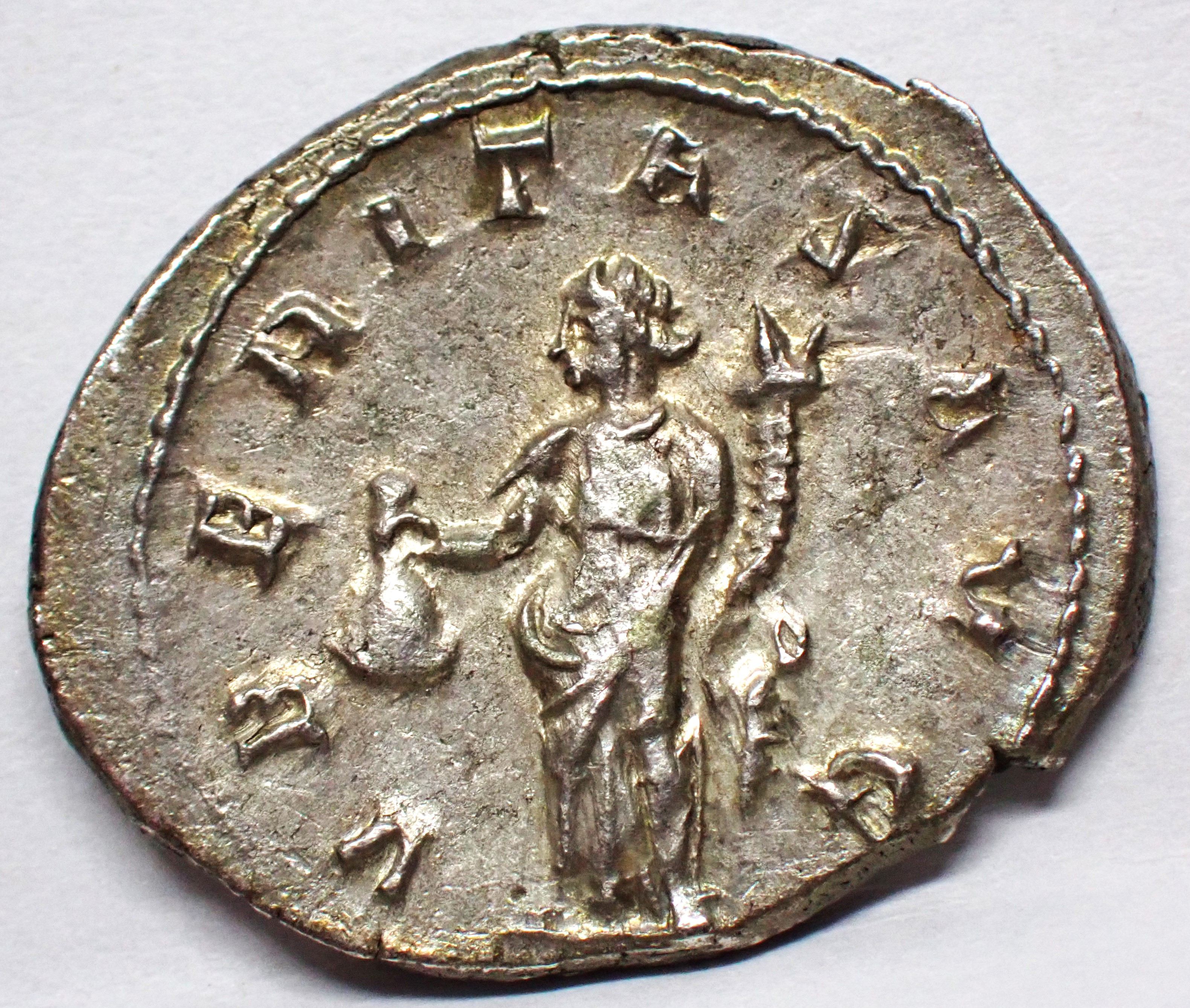
Ubertas en un antoniniano de Trajano Decio. Lleva una bolsa con la mano derecha y hay una cornucopia a su izquierda.

Ubertas (o Uberitas en las monedas) es una diosa y personificación romana de la fertilidad. Apoya la creatividad humana y, por tanto, trae provisiones y riquezas.

## Representación
Se la representaba en las monedas romanas de época imperial como una mujer de pie con una cornucopia en una mano y una abultada bolsa de dinero en la otra. Otras fuentes también la ven como un racimo de uvas o como una posible ubre de una vaca debido a la dificultad de interpretación.
Sin embargo, Henri de Longperier ha demostrado, a partir de investigaciones realizadas sobre los diferentes tipos de bolsas, que la diosa Fertilidad sostiene una bolsa con dinero, y que el objeto que se encuentra en el trípode de algunas monedas con la inscripción PAX AVG también es una bolsa.